# Квинт Фабий Мемий Симах
Квинт Фабий Мемий Симах (на латински: Quintus Fabius Memmius Symmachus; * 383/384; † сл. 402) е политик на Западната Римска империя през края на 4 и началото на 5 век.
Симах произлиза от една от най-богатите и прочути западноримски фамилии Аврелии – Симахи. Син е на оратора Квинт Аврелий Симах и Рустициана. През 393 г. по-голямата му сестра Гала се омъжва за Никомах Флавиан Младши, син на Вирий Никомах Флавиан.
Симах става квестор през 393 г. Учи гръцки език. През 401 г. се жени за внучката на Вирий и става претор.
Баща е на Квинт Аврелий Симах (консул 446 г.). Дядо е на историка Квинт Аврелий Мемий Симах (консул 485 г.).